# بوکووا (استان پومرانی)
بوکووا (به لهستانی:  Bukowa) یک روستا در لهستان است که در گمینا سمووجنو واقع شده‌است. بوکووا ۶۰ نفر جمعیت دارد.